# Kalifornische Maus
Die Kalifornische Maus (Peromyscus californicus) ist ein in Nord- und Mittelamerika lebendes Nagetier (Rodentia) aus der Familie der Wühler (Cricetidae).

## Merkmale
Mit einer Gesamtlänge zwischen 220 und 285 Millimetern ist die Kalifornische Maus die größte Art in ihrer Gattung. Die Schwanzlänge beträgt zwischen 117 und 156 Millimetern. Ihr Gewicht variiert zwischen 33,2 und 54,4 Gramm. Auffällig sind die großen Ohren, die zwischen 20 und 27 Millimetern lang sind. Erwachsene Tiere haben ein braunes, langes und lockeres Rückenfell und zeigen orange braun gefärbte Flanken. Das Fell ist nicht sehr wasserabweisend und durchnässt schnell. Die Unterseite ist ebenso wie die Füße weiß. Der Schwanz ist sehr schwach behaart und nahezu einfarbig hell graubraun gefärbt. Die Zahnformel lautet I1/1-C0/0-P0/0-M3/3.

## Ähnliche Arten
Ähnliche Tiere aus der Gattung der Weißfußmäuse (Peromyscus) sind sämtlich kleiner als die Kalifornische Maus.

## Verbreitung und Lebensraum
Das Verbreitungsgebiet der Kalifornischen Maus erstreckt sich durch den Südwesten Kaliforniens bis nach  Baja California. Sie bewohnt in erster Linie  Chaparralflächen und strauchige Hänge, wurde jedoch auch in Küstenmammutbaum- (Sequoia sempervirens) und Eichenwäldern (Quercus) gefunden.

## Lebensweise

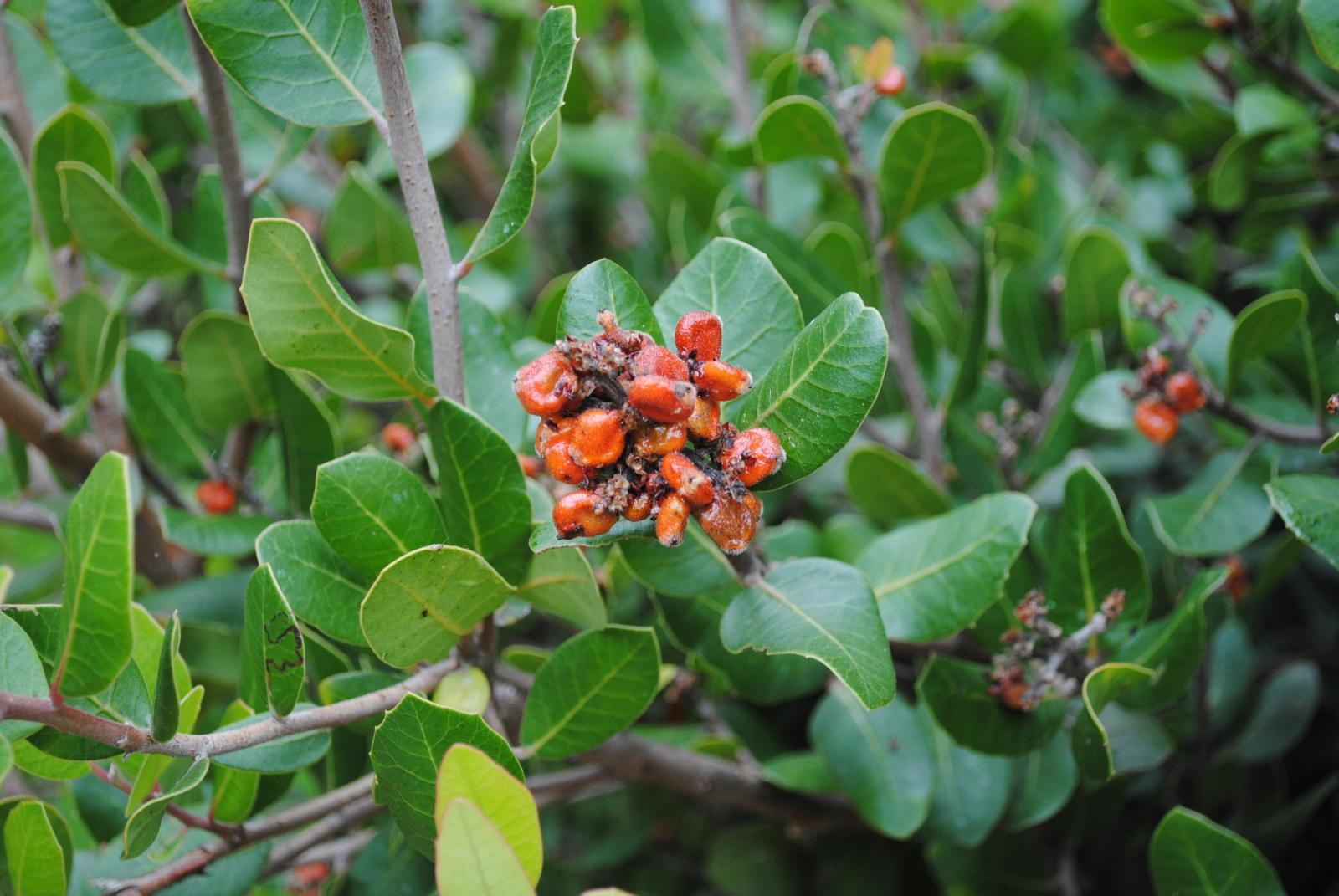
Die Früchte von Rhus integrifolia sind eine wichtige Nahrung

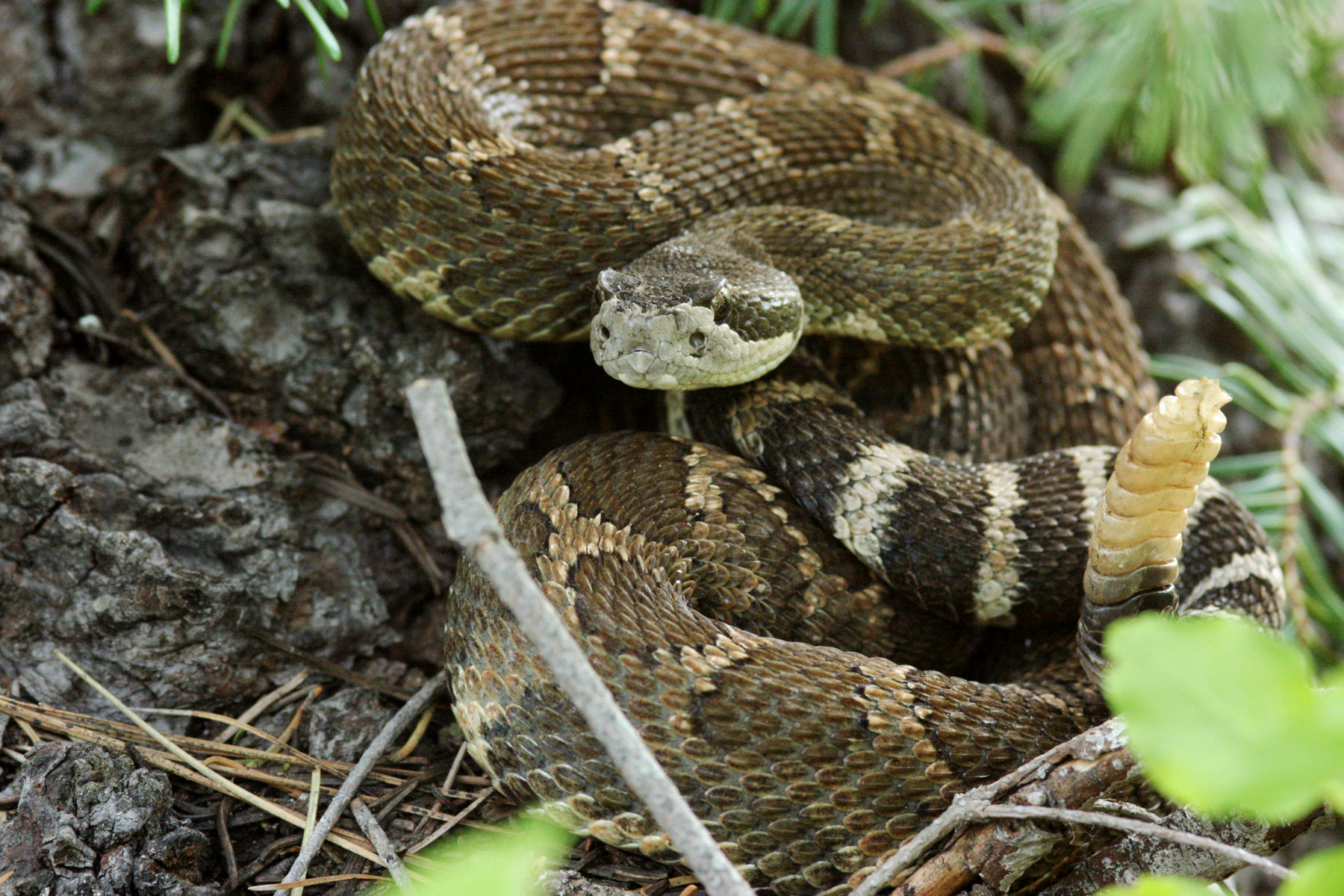
Pazifik-Klapperschlange, ein Hauptfressfeind

Die überwiegend dämmerungs- und nachtaktive Kalifornische Maus lebt in Nestern, die bevorzugt unter umgestürzten Baumstämmen oder abgestorbener Vegetation angelegt werden oder von anderen Nagetieren übernommen wurden, sofern sie unbesetzt sind. Nester bestehen aus groben, trockene Gräsern und Blättern sowie Stöcken. Im Zentrum befindet sich eine mit feinen Gräsern ausgekleidete Kammer. Das Nest wird aktiv verteidigt und für längere Zeit besetzt. Die Mäuse können gut klettern, halten sich jedoch überwiegend am Boden auf. Sie kommunizieren mit anderen Mitgliedern ihrer Spezies mittels Ultraschall. Die Art und Weise, wie Männchen und Weibchen miteinander kommunizieren, ändert sich während der Entwicklung einer Paarbindung von einem aggressiven zu einem assoziativen Stil und anhand der Eigenschaften ihrer Lautäußerungen kann die Stabilität der Paarbindung beurteilt werden.
Im Gegensatz zu den meisten ähnlichen Arten zeigt die Kalifornische Maus ein monogames Verhalten und die Partner bleiben nach der Paarung ein Leben lang zusammen. Die Paarung kann das ganze Jahr hindurch erfolgen, hauptsächlich jedoch von März bis September. Die Weibchen werfen zuweilen mehrmals im Jahr. Die Wurfgröße variiert in der Regel von einem bis zu drei Jungtieren. Die Männchen beteiligen sich aktiv an der Aufzucht der Jungen und dem Schutz des Nestes. Die Entwöhnung beginnt nach etwa fünf Wochen.
Die Nahrung der Kalifornischen Maus besteht überwiegend aus Blättern, Blüten, Früchte und Samen. In den Monaten der Verfügbarkeit werden die Früchte von Rhus integrifolia, Weißer Salbei (Salvia apiana) und Kalifornischem Lorbeer (Umbellularia californica) bevorzugt.
Hauptfressfeinde der Kalifornischen Maus sind Wiesel und Schleiereulen (Tyto alba) sowie die Pazifik-Klapperschlange (Crotalus oreganus).

## Gefährdung
In ihren Vorkommensgebieten ist die Kalifornische Maus nicht selten und wird von der Weltnaturschutzorganisation IUCN als „Least Concern = nicht gefährdet“ klassifiziert.